# Ingerophrynus
Ingerophrynus é um gênero da família Bufonidae com onze espécies. Esse gênero foi estabelecido após uma revisão taxonômica dos sapos. Dez das espécies desse gênero eram considerados do gênero Bufo. Em 2007, com a descoberta de uma nova espécie - Ingerophrynus gollum - o genêro obteve a sua décima-primeira do gênero. Essas espécies são endêmicas desde o sul de Yunnan e Indochina; Tailândia e Malásia Peninsular até Sumatra, Java, Bornéu, Ilha Nias e Sulawesi.

## Espécies
| Nome Binomial e Autor                          | Nome Comum |
| ---------------------------------------------- | ---------- |
| Ingerophrynus biporcatus (Gravenhorst, 1829)   |            |
| Ingerophrynus celebensis (Günther, 1859)       |            |
| Ingerophrynus claviger (Peters, 1863)          |            |
| Ingerophrynus divergens (Peters, 1871)         |            |
| Ingerophrynus galeatus (Günther, 1864)         |            |
| Ingerophrynus gollum Grismer, 2007             |            |
| Ingerophrynus kumquat (Das and Lim, 2001)      |            |
| Ingerophrynus macrotis (Boulenger, 1887)       |            |
| Ingerophrynus parvus (Boulenger, 1887)         |            |
| Ingerophrynus philippinicus (Boulenger, 1887)  |            |
| Ingerophrynus quadriporcatus (Boulenger, 1887) |            |